# Чипчиково
Чипчи́ково (рос. Чипчиково, башк. Сыпсыҡ) — присілок у складі Балтачевського району Башкортостану, Росія. Входить до складу Тошкуровської сільської ради.
Населення — 16 осіб (2010; 20 у 2002).
Національний склад:
- башкири — 95 %